# Josefina da Fonseca Costa
Josefina da Fonseca Costa, baronesa e viscondessa de Fonseca Costa (Rio de Janeiro, 18 de novembro de 1808 — Rio de Janeiro, 4 de junho de 1896) foi uma nobre brasileira.
Filha do Dr. José Maria da Fonseca Costa e Libânia Carneiro da Silva, irmã de Possidônio Carneiro da Fonseca Costa, sobrinha do marquês da Gávea, neta do capitão Manuel Álvares da Fonseca Costa, e prima-irmã do visconde de Majé, do barão de Barra Grande, do barão de Suruí, do visconde da Penha e da segunda condessa de Tocantins. Descendia dos primeiros povoadores da cidade do Rio de Janeiro; chegados ainda no século XVI.

Foi aia e dama de companhia da Imperatriz Dona Teresa Cristina Maria de Bourbon. Agraciada baronesa em 14 de março de 1877 e viscondessa em 8 de agosto de 1888.

Armas da viscondessa de Fonseca Costa, as mesmas das famílias Fonseca e Costa